# 시바구
시바구(일본어: 芝区)는 도쿄부 도쿄시에 있던 구이다.

## 역사
- 1878년 11월 2일, 도쿄부 시바구 설치
- 1889년 5월 1일, 시제 시행으로 도쿄시 시바구가 됨.
- 1943년 7월 1일, 도쿄도제 시행으로 도쿄도 시바구가 됨.
- 1947년 3월 15일, 시바구와 아자부구, 아카사카구를 합쳐 미나토구를 설치함.

## 교통

### 철도
- 일본국유철도
  - 도카이도 본선
- 도쿄 지하철도 (→제도고속도교통영단, 현 도쿄 메트로
  - 도쿄메트로도선
- 도쿄도 교통국
  - 도쿄도 전차
- 게이힌 전기 철도 (현 게이힌 급행 전철)
  - 게이큐 본선
- 도쿄고속철도(→제도고속도교통영단, 현 도쿄 메트로
  - 시부야선 (현 긴자선)